# Бахар (село)
Бахар (каз. Бахар) — село в Уйгурском районе Алматинской области Казахстана. Административный центр Бахарского сельского округа. Находится примерно в 3 км к северу от села Чунджа, административного центра района. Код КАТО — 196639100.

## Население
В 1999 году численность населения села составляла 1974 человек (994 мужчины и 980 женщин). По данным переписи 2009 года в селе проживало 1796 человек (900 мужчины и 896 женщин).